# Franz Defregger (Maler)

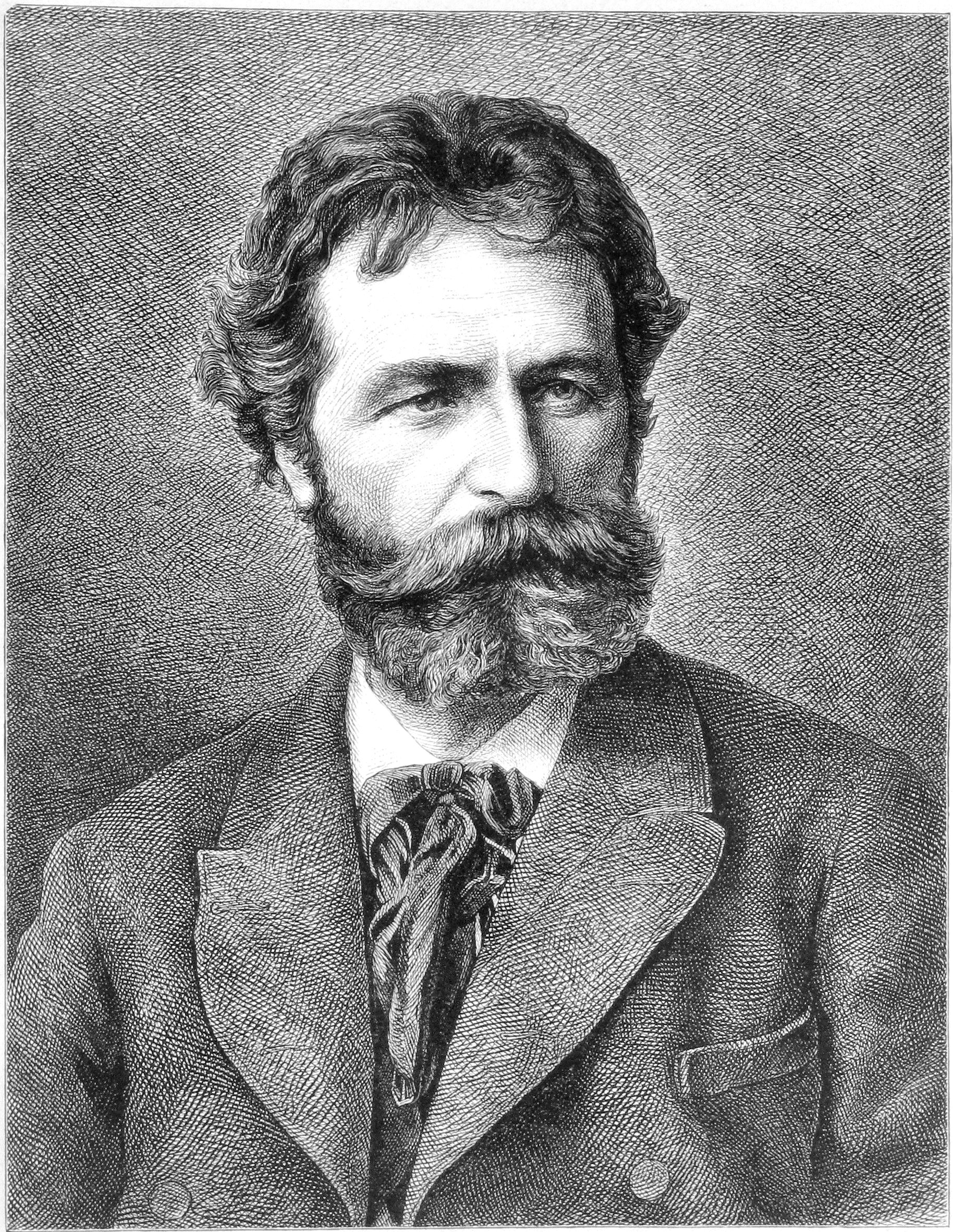
Franz Defregger, 1883

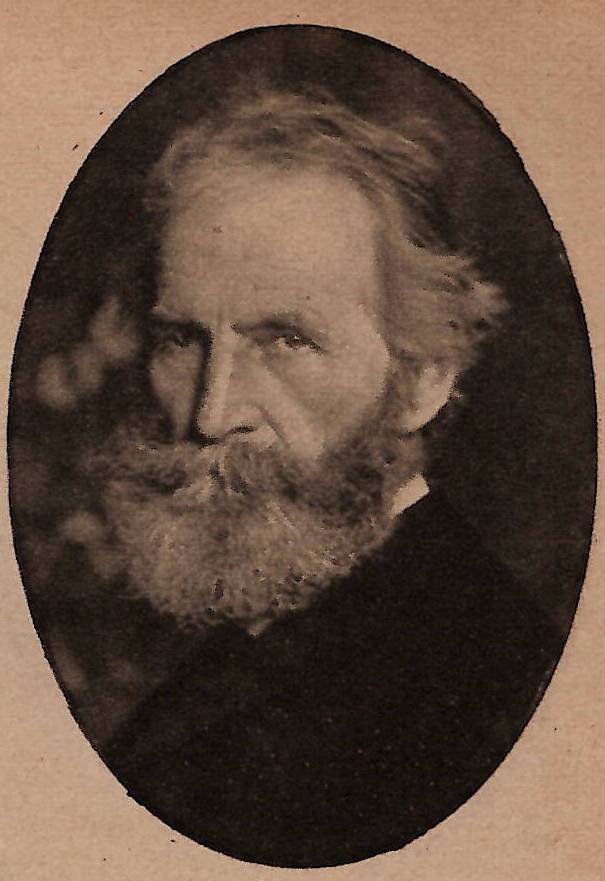
Franz von Defregger, fotografiert von Friedrich Müller, um 1915

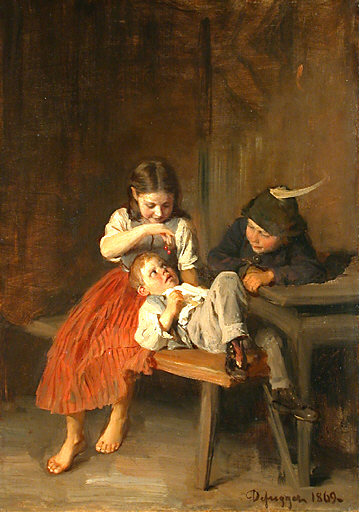
Kinder beim Kirschenessen (1869)

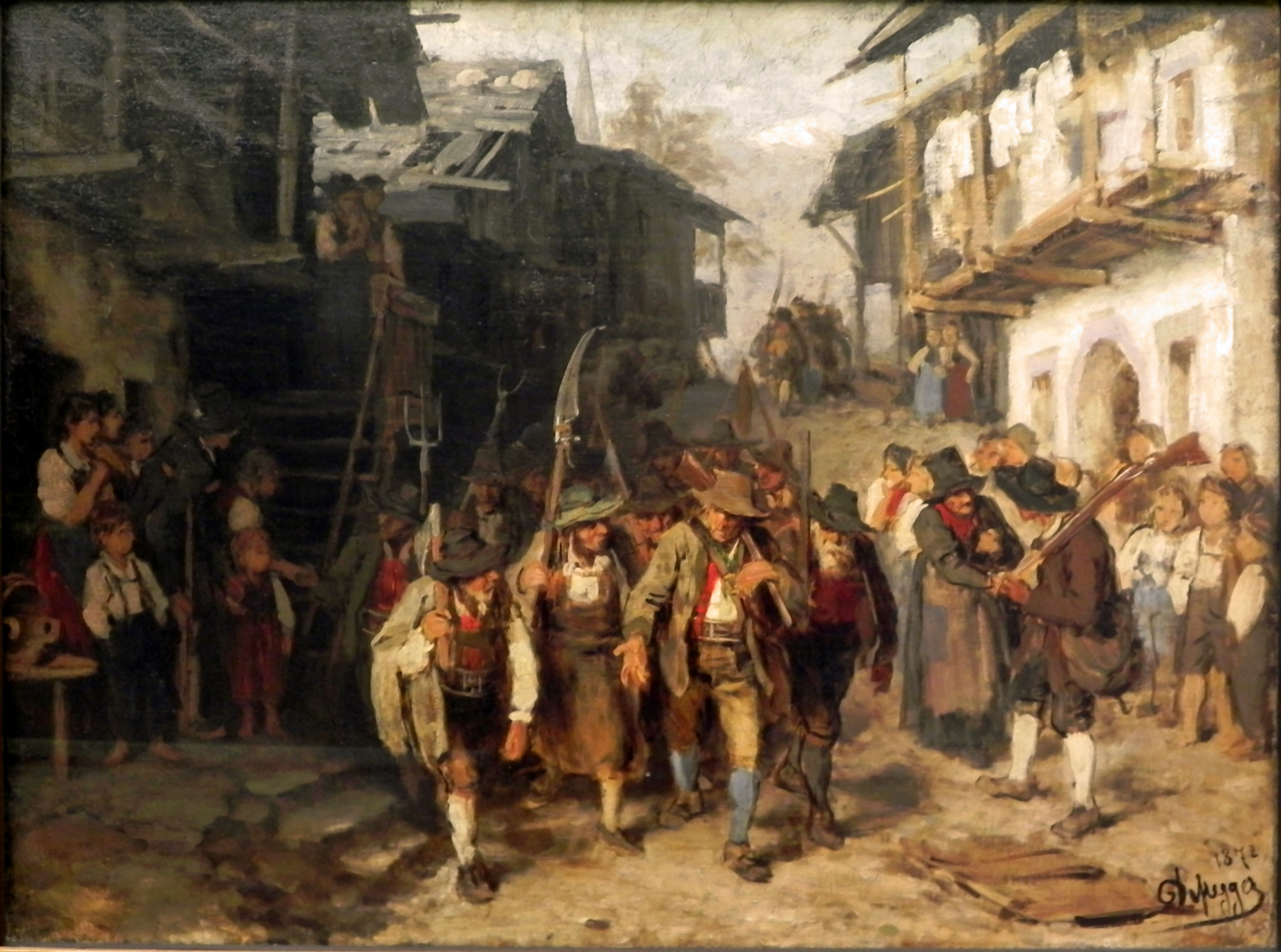
Das letzte Aufgebot (1874), Österreichische Galerie Belvedere, Wien

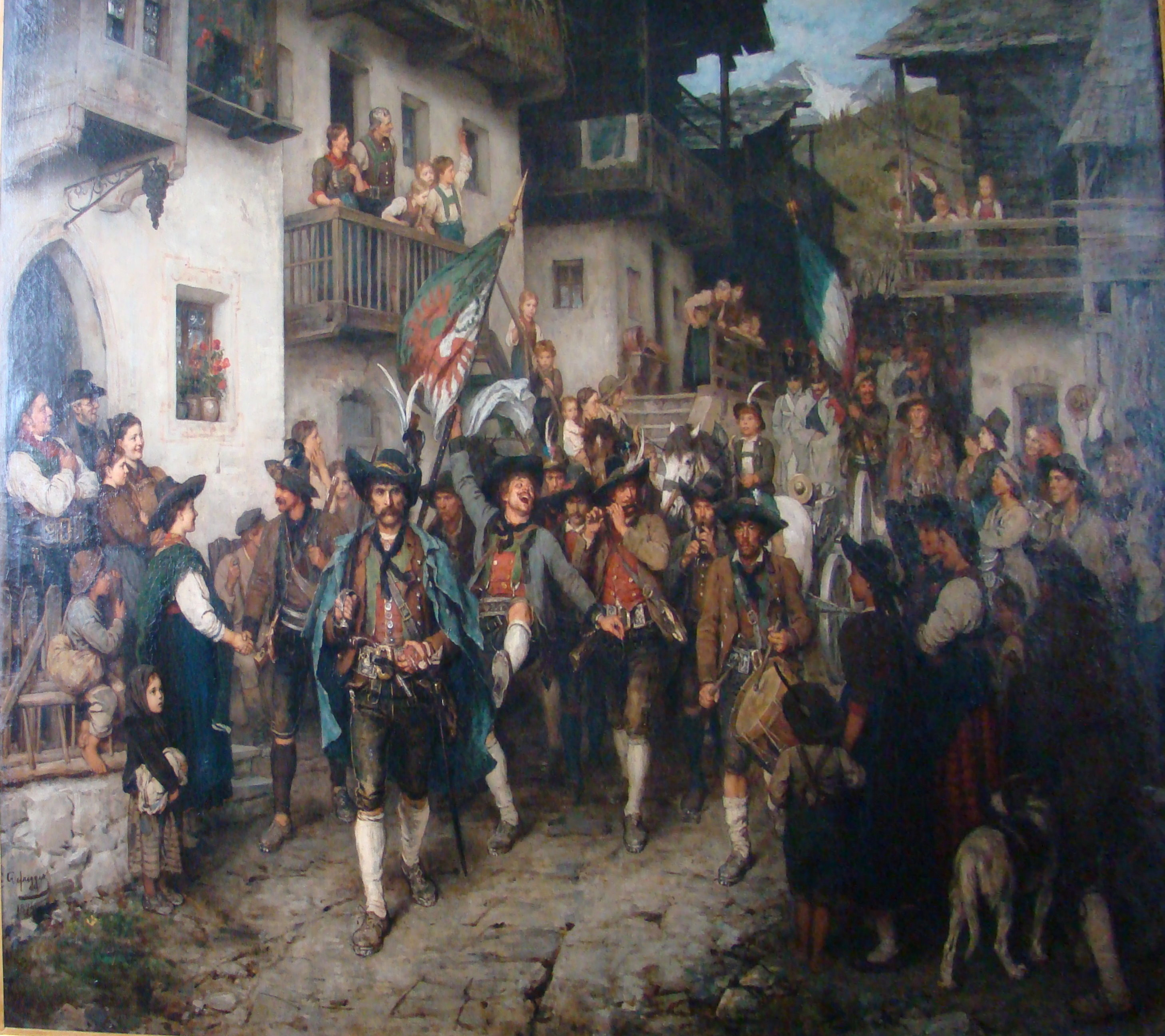
Heimkehrender Tiroler Landsturm im Krieg von 1809 (1876), Alte Nationalgalerie, Berlin

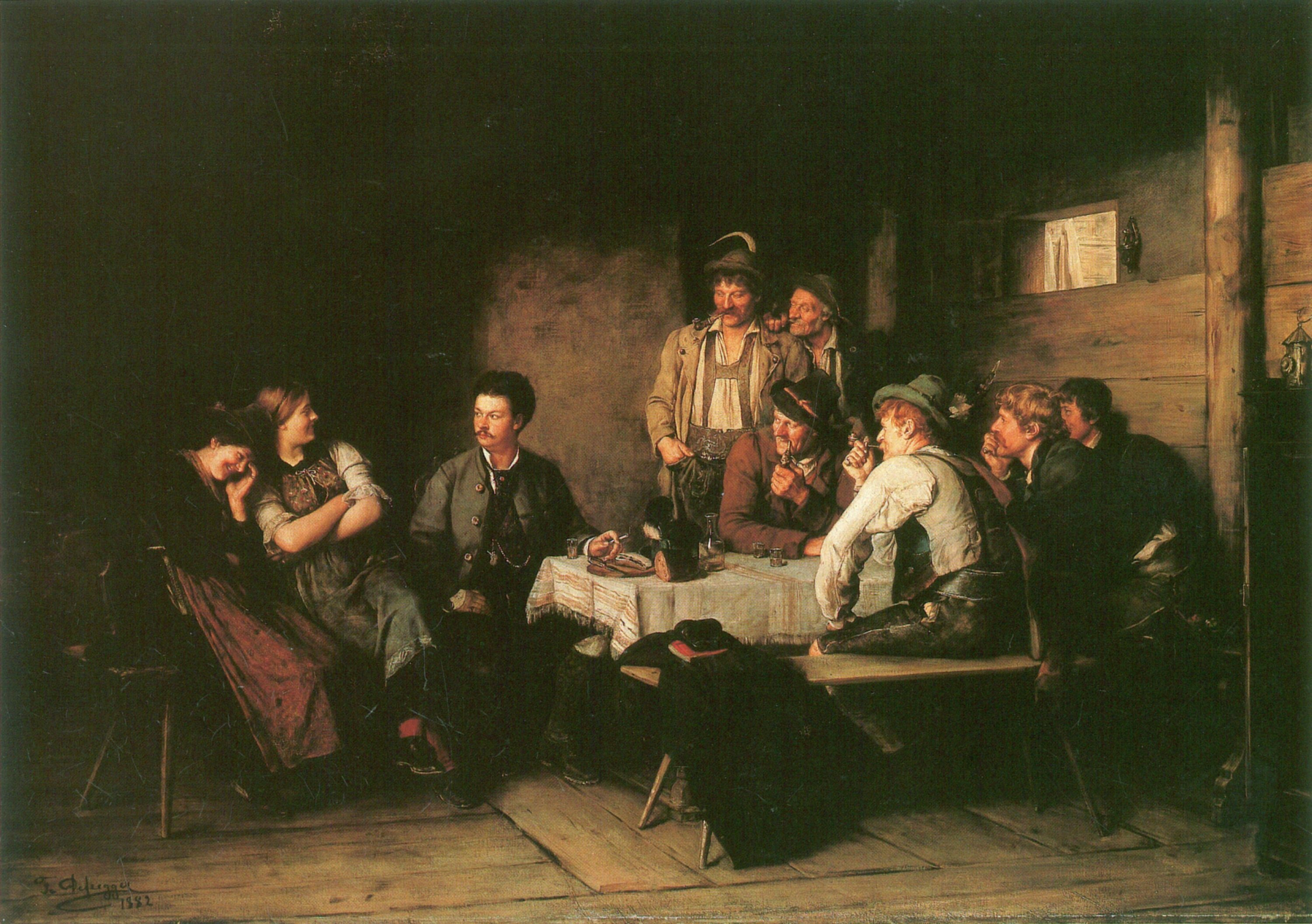
Der Salontiroler (1882)

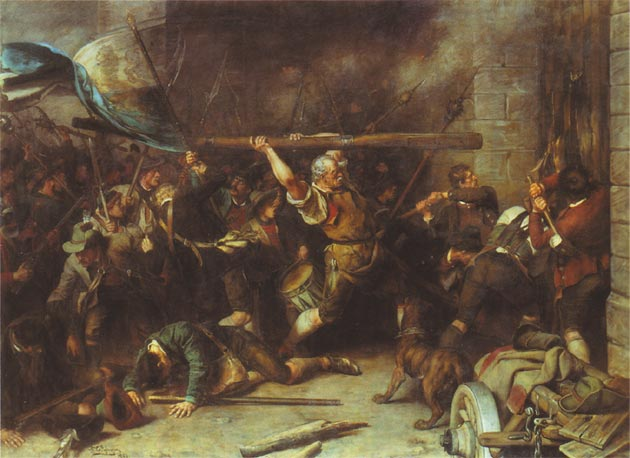
Erstürmung des Roten Turmes zu München durch den Schmied von Kochel am Weihnachtsmorgen 1705 (1881)

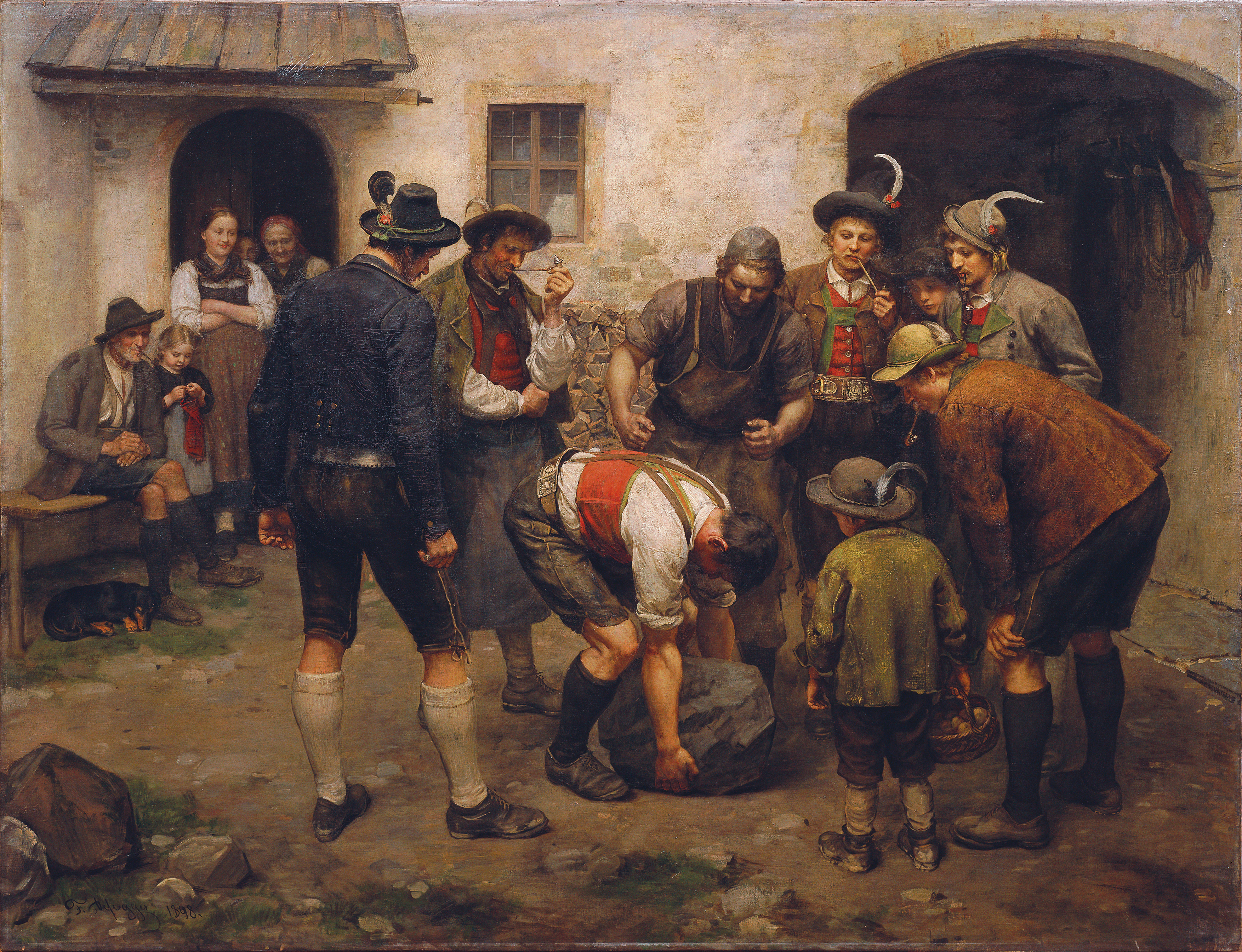
Die Kraftprobe (1898), Österreichische Galerie Belvedere, Wien

Franz Defregger, ab 1883 Franz Ritter von Defregger, (* 30. April 1835 am Ederhof bei Stronach, Gemeinde Iselsberg-Stronach, Osttirol; † 2. Januar 1921 in München) war ein österreichisch-bayerischer Genre- und Historienmaler, Hochschullehrer und Vertreter der Münchner Schule.

## Leben
Der Tiroler Bauernsohn Franz Defregger verkaufte 1860 seinen geerbten Hof, um seine beiden Schwestern auszuzahlen und nach Amerika auszuwandern. Daraus wurde nichts, und so kam er 1860 nach Innsbruck und studierte an der Innsbrucker Gewerbeschule bei dem Bildhauer Michael Stolz.
Im Herbst 1860 stellte er sich bei Karl Theodor von Piloty in München vor. Dort besuchte er die Vorbereitungsklasse an der Münchner Kunstgewerbeschule bei Hermann Dyck. Am 19. Juli 1861 bestand er die Aufnahmeprüfung an der Münchner Kunstakademie, wo er sich für die Malklasse des Cornelius-Schülers Hermann Anschütz immatrikulierte.
Von 1863 bis 1865 hielt sich Defregger in Paris auf. Nachweisen lässt sich dort auch ein Studium an der École des beaux-arts. Die Einschreibung erfolgte dabei auf Empfehlung von Alexander Laemlein. Im Jahr 1864 nahm Defregger am Salon des Refusés teil. Der Salonkatalog von 1864 verzeichnet ihn ebenfalls als élève de l’École des Beaux-Arts, als Schüler. Darüber hinaus bildete sich Defregger in Paris autodidaktisch durch Aktzeichnen und ein gründliches Studium der Museen, Kunstsammlungen und Ateliers weiter.
Am 8. Juli 1865 kehrte er nach München zurück und arbeitete dann an Entwürfen. Für die Zeit von 1867 bis 1870 wurde er neben Hans Makart und Gabriel von Max Mitarbeiter im Atelier des Münchener Historienmalers Carl Theodor von Piloty.
Rasch wurden seine Gemälde zu Publikumserfolgen, und er lehrte von 1878 bis 1910 als Professor der Historienmalerei in der Komponierklasse der Münchner Kunstakademie. Er malte mit Vorliebe Porträts, Motive aus dem bäuerlichen Alltagsleben sowie dramatische Szenen aus dem Tiroler Volksaufstand von 1809.
Defregger wurde 1883 mit dem Verdienstorden der Bayerischen Krone ausgezeichnet und damit als „Ritter von“ in den persönlichen Adelsstand erhoben. 1909 wurde ihm das Großkomtur zu diesem Orden verliehen. Er erhielt zahlreiche Preise und Auszeichnungen, darunter den preußischen Orden Pour le Mérite für Wissenschaften und Künste. 1906 wurde Defreggers Werk auf der Jahrhundertausstellung deutscher Kunst in Berlin gewürdigt. Seine Schüler waren die Grödner Josef Moroder Lusenberg und Hans Perathoner, Lovis Corinth, Walter Thor, Hugo Engl, Fritz Prölß, Emma von Müller, Ludwig Schmid-Reutte und viele andere. Defregger arbeitete auch gemeinsam mit anderen Künstlern im Atelier, die sich demselben Stil der Münchner Schule verpflichtet fühlten. Dabei ist vor allem Rudolf Epp zu erwähnen.
Sein Privathaus in München, das Defregger-Haus, erbaute der Architekt Georg von Hauberrisser. Sein Wohnsitz in Bozen, die Villa Defregger, wo sich der Maler für gewöhnlich zweimal im Jahr für längere Zeit aufhielt, wurde 1879 nach Plänen des Bozner Stadtbaumeisters Sebastian Altmann errichtet. Das Jahrbuch der Vermögens der Millionäre Bayerns zählt ihn 1914 neben Franz von Lenbach und Franz von Stuck zu den elf Künstler-Millionären des Landes.
Franz von Defregger starb im Alter von 85 Jahren und wurde in der Familiengruft auf dem Münchner Nordfriedhof beigesetzt (Grab Nr. 51-14-1).
Ein Teil seines schriftlichen Nachlasses befindet sich im Deutschen Kunstarchiv im Germanischen Nationalmuseum in Nürnberg.

## Weitere Ehrungen
- 13. August 1874: Ehrenmitglied der Wiener Akademie der bildenden Künste[8]
- 1905: Ehrenbürgerwürde der Stadt München
- Unterhalb des Großvenedigers trägt die 1887 errichtete Schutzhütte Defreggerhaus seinen Namen.
- 1922: Benennung der Defreggerstraße in Wien-Meidling (12. Bezirk)[9]
- Die 1927 nach ihm in Wien-Hietzing (13. Bezirk) benannte Defreggergasse wurde 1955 in Mögelegasse umbenannt.[10]
- Die 1906 nach ihm benannte Straße in Bozen wurde 1929 umbenannt (heute Leonardo-da-Vinci-Straße), aber seit 1946 gibt es im Stadtteil Gries eine neue Defreggerstraße.

Defreggerstraßen gibt es in Berlin, im heutigen Verwaltungsbezirk Bezirk Treptow-Köpenick, im Landkreis Fürstenfeldbruck am Rande Münchens in Germering/Harthaus, im Stadtteil Königswiesen in Regensburg, im Stadtteil Hasenbuck in Nürnberg und in Gröbenzell. Außerdem gibt es in der kleinen Gemeinde Bad Wiessee (Ortsteil Ringsee) am Tegernsee einen Defreggerweg. In Österreich sind in zahlreichen weiteren Orten Straßen (Gassen, Wege) nach ihm benannt, so in Graz, Innsbruck, Kufstein, St. Pölten, Amstetten, Lienz, Traun, Kottingbrunn. In Deutschland ebenso in Regensburg, Haar, Haimhausen, Holzkirchen, Leipzig; dazu in Südtirol in Vahrn/Varna und Lana.

## Nachkommen
Ein Sohn war Oberstleutnant Hermann Defregger, ein Enkel war Matthias Defregger (1915–1995), Weihbischof von München und Freising.

### Werkverzeichnisse
- Hans-Peter Defregger: Defregger 1835–1921. Rosenheimer Raritäten. 1. Teil. Rosenheim 1983, ISBN 3-475-52383-3. (Nur in dieser Auflage ist dieser 1. Teil des Werksverzeichnisses (Hauptband) vollständig; es gibt weitere gekürzte Sonderausgaben mit gleichem Titel.)
- Hans-Peter Defregger: Defregger 1835–1921. Ergänzungsband. Rosenheimer Raritäten. 2. Teil. Rosenheim 1991, ISBN 3-475-52673-5.